# Годиха
Годи́ха — село в Україні, у Романівській селищній територіальній громаді Житомирського району Житомирської області. Чисельність населення становить 396 осіб (2001). У 1923—2020 роках — адміністративний центр колишньої однойменної сільської ради.

## Загальна інформація
Розташоване за 30 км від Романова та за 25 км від залізничної станції Чуднів-Волинський. На південній околиці протікає річка Тетерів.

## Населення
Наприкінці 19 століття в поселенні налічувався 91 мешканець, дворів — 13, у 1906 році — 181 мешканець, дворів — 30, у 1923 році — 853 мешканці, дворів — 164, у 1924 році — 530 осіб (з перевагою населення польської національности), дворів — 110.
На початок 1970-х років село мало 250 дворів із населенням 685 осіб.
Відповідно до результатів перепису населення СРСР, кількість населення станом на 12 січня 1989 року становила 507 осіб. Станом на 5 грудня 2001 року, відповідно до перепису населення України, кількість мешканців села становила 396 осіб.

### Мова
Розподіл населення за рідною мовою за даними перепису 2001 року:
| Мова            | Відсоток |
| --------------- | -------- |
| українська      | 96,21 %  |
| російська       | 3,28 %   |
| інші/не вказали | 0,51 %   |

## Історія
Перша писемна згадка про село датується 1899 роком. Наприкінці 19 століття — хутір Чуднівської волості Житомирського повіту Волинської губернії.
У 1906 році — сільце Чуднівської волості (3-го стану) Житомирського повіту Волинської губернії. Відстань до губернського центру м. Житомир становила 32 версти, до волосного центру містечка Чуднів — 16 верст. Поштове відділення — міст. Чуднів.
У березні 1921 року, в складі волості, передане до новоутвореного Полонського повіту Волинської губернії. У 1923 році включене до складу новоствореної Годиської сільської ради, яка 7 березня 1923 року увійшла до складу новоутвореного Чуднівського району Житомирської (згодом — Волинська) округи; адміністративний центр ради. Розміщувалося за 15 верст від районного центру міст. Чуднів. 23 вересня 1925 року, в складі сільської ради, передане до Романівського (у 1927—2003 роках — Дзержинський) району Волинської округи.
На фронтах Другої світової війни воювало 117 селян, 42 з них нагороджені орденами й медалями, 63 загинули. На їх честь у селі встановлено пам'ятник.
В радянські часи в селі розміщувалася центральна садиба колгоспу, який обробляв 1,6 тис. га земель, в тому числі 1,1 га — рілля. Господарство вирощувало льон та картоплю, розвивало м'ясо-молочне тваринництво. При колгоспі діяли пилорама та млин. 42 колгоспників нагороджено орденами й медалями СРСР.
У селі були восьмирічна школа, будинок культури, дві бібліотеки, медпункт, пологовий будинок, поштове відділення.
12 червня 2020 року, відповідно до розпорядження Кабінету Міністрів України № 711-р «Про визначення адміністративних центрів та затвердження територій територіальних громад Житомирської області», територію та населені пункти Годиської сільської ради Романівського району включено до складу Романівської селищної територіальної громади Житомирського району Житомирської області.